# Prêmio Spinoza
O Prêmio Spinoza (em neerlandês:  Spinozapremie) é uma condecoração anual da Organização Neerlandesa para a Pesquisa Científica (NWO), com o valor de 2,5 milhões de Euros, a ser investido em nova pesquisa. É a mais alta condecoração científica dos Países Baixos. Recebe o nome do filósofo Bento de Espinoza.

## 1995
- Frank Grosveld
- Ed van den Heuvel
- Gerardus 't Hooft
- Frits van Oostrom

## 1996
- Johan van Benthem
- Peter Nijkamp
- George Sawatzky

## 1997
- Frits Kortlandt
- Bob Pinedo
- Rutger van Santen

## 1998
- Jan Hoeijmakers
- Hendrik Willem Lenstra
- Pieter Muysken

## 1999
- Carlo Beenakker
- René de Borst
- Anne Cutler
- Ronald Plasterk

## 2000
- Ewine van Dishoeck
- Daan Frenkel
- Dirkje Postma

## 2001
- Dorret Boomsma
- Hans Clevers
- Bert Meijer
- Hans Oerlemans

## 2002
- Henk Barendregt
- Els Goulmy
- Ad Lagendijk
- Frits Rosendaal

## 2003
- Lans Bovenberg
- Cees Dekker
- Robbert Dijkgraaf
- Jan Luiten van Zanden

## 2004
- Jaap Sinninghe Damsté
- Bernard Feringa
- Rien van IJzendoorn
- Michiel van der Klis

## 2005
- René Bernards
- Peter Hagoort
- Detlef Lohse
- Lex Schrijver

## 2006
- Jozien Bensing
- Carl Figdor
- Ben Scheres
- Jan Zaanen

## 2007
- Deirdre Curtin
- Marcel Dicke
- Leo Kouwenhoven
- Wil Roebroeks

## 2008
- Marjo van der Knaap
- Joep Leerssen
- Theo Rasing
- Willem de Vos

## 2009
- Albert van den Berg
- Michel Ferrari
- Marten Scheffer

## 2010
- Naomi Ellemers
- Marijn Franx
- Piet Gros
- Ineke Sluiter

## 2011
- Heino Falcke
- Patti Valkenburg
- Erik Verlinde

## 2012
- Mike Jetten
- Ieke Moerdijk
- Annemarie Mol
- Xander Tielens

## 2013
- Mikhail Katsnelson
- Piek Vossen
- Bert Weckhuysen

## 2014
- Dirk Bouwmeester
- Corinne Hofman
- Mark van Loosdrecht
- Theunis Piersma

## 2015
- René Janssen
- Birgit Meyer
- Aad van der Vaart
- Cisca Wijmenga

## 2016
- Wilhelm Huck
- Lodi Nauta
- Mihai Netea
- Bart van Wees

## 2017
- Eveline Crone
- Albert Heck
- Michel Orrit
- Alexander van Oudenaarden

## 2018
- Anna Akhmanova
- Carsten de Dreu
- Marileen Dogterom
- John van der Oost

## 2019
- Bas van Bavel
- Ronald Hanson
- Amina Helmi
- Yvette van Kooyk